# LEC mùa giải 2025
LEC mùa giải 2025 là mùa giải thứ 13 của League of Legends EMEA Championship (LEC), một giải đấu thể thao điện tử chuyên nghiệp dành cho bộ môn Liên Minh Huyền Thoại. LEC mùa giải 2025 được chia thành ba giai đoạn là Mùa Đông, Mùa Xuân và Mùa Hè. Đây sẽ là mùa giải LEC đầu tiên theo cấu trúc ba giai đoạn mới và lịch thi đấu do nhà phát triển trò chơi Riot Games giới thiệu bắt đầu từ mùa giải năm 2025.
Giống như các mùa giải trước, LEC sẽ được chia thành ba giai đoạn, Mùa Đông, Mùa Xuân và Mùa Hè - giữ nguyên cấu trúc phân chia hiện tại trong khi loại bỏ Chung kết năm.

## Những thay đổi
Mặc dù LEC đã có cấu trúc ba giai đoạn trước mùa giải năm 2025, LEC chỉ thực hiện những thay đổi nhỏ đối với cấu trúc của mình nhưng đã tạo ra định dạng khác nhau cho mỗi giai đoạn. Ngoài ra, từ năm 2025 trở đi, Chung kết Năm sẽ không được tổ chức và điểm vô địch sẽ không quyết định suất tham dự Chung Kết Thế Giới.

### Các đội tuyển
Chỉ có một thay đổi đội hình xảy ra trước mùa giải 2025. Sau cuộc sát nhập ba bên giữa KOI, Movistar Riders và MAD Lions vào ngày 4 tháng 1 năm 2024, MAD Lions KOI sẽ được đổi tên thành Movistar KOI. Việc đổi tên dự kiến sẽ có hiệu lực vào đầu mùa giải LEC 2025.
Ngày 13 tháng 6 năm 2025, tổ chức thể thao điện tử của Ukraina - Natus Vincere (NAVI) đã mua lại suất thi đấu của đội Rogue tại LEC. Đội sẽ có màn ra mắt tại giải đấu trong giải Mùa Hè.

## Giải Mùa Đông
Giải Mùa Đông bắt đầu vào ngày 18 tháng 1 năm 2025. Tất cả các trận đấu sẽ diễn ra tại Riot Games Arena ở Berlin, Đức. Giải đấu sẽ kết thúc với trận chung kết tổng diễn ra vào ngày 2 tháng 3. 10 đội thi đấu tổng cộng 45 trận ở vòng bảng với thể thức vòng tròn 1 lượt, tất cả các trận đấu được thi đấu theo thể thức Bo1. 8 đội đứng đầu lọt vào vòng loại trực tiếp. Ở vòng loại trực tiếp, các đội thi đấu theo thể thức loại kép nhánh thằng nhánh thua. Đội đứng đầu vòng loại trực tiếp giải Mùa Đông đủ điều kiện trở thành đại diện duy nhất của LEC tham dự First Stand 2025.
Giải mùa Đông sẽ áp dụng thể thức cấm/chọn "Fearless Draft", trong đó mỗi tướng chỉ có thể được chọn một lần bởi bất kỳ đội nào trong suốt loạt trận.

### Vòng bảng
| VT | Đội           | ST | T | B | HS | Giành quyền tham dự         |
| -- | ------------- | -- | - | - | -- | --------------------------- |
| 1  | Fnatic        | 9  | 8 | 1 | +7 | Lọt vào Vòng loại trực tiếp |
| 2  | Karmine Corp  | 9  | 6 | 3 | +3 | Lọt vào Vòng loại trực tiếp |
| 3  | G2 Esports    | 9  | 6 | 3 | +3 | Lọt vào Vòng loại trực tiếp |
| 4  | Movistar KOI  | 9  | 6 | 3 | +3 | Lọt vào Vòng loại trực tiếp |
| 5  | Team Vitality | 9  | 5 | 4 | +1 | Lọt vào Vòng loại trực tiếp |
| 6  | GIANTX        | 9  | 5 | 4 | +1 | Lọt vào Vòng loại trực tiếp |
| 7  | Team BDS      | 9  | 4 | 5 | -1 | Lọt vào Vòng loại trực tiếp |
| 8  | Team Heretics | 9  | 3 | 6 | -3 | Lọt vào Vòng loại trực tiếp |
| 9  | SK Gaming     | 9  | 1 | 8 | -7 |                             |
| 10 | Rogue         | 9  | 1 | 8 | -7 |                             |

1. 1 2 3  Karmine Corp hơn G2 Esports và Movistar KOI về kết quả đối đầu trực tiếp, G2 Esports hơn Movistar KOI về kết quả đối đầu trực tiếp.
2. 1 2  Team Vitality hơn GIANTX về kết quả đối đầu trực tiếp.
3. 1 2  SK Gaming hơn Rogue về kết quả đối đầu trực tiếp.

### Vòng loại trực tiếp
|  |                    |                    |                    |                   |                   |                     |                     |                     |                    |                      |                       |                       |                       |              |              |   |  |  |  |  |                |                |                |
|  | Tứ kết nhánh thắng | Tứ kết nhánh thắng | Tứ kết nhánh thắng |                   |                   | Bán kết nhánh thắng | Bán kết nhánh thắng | Bán kết nhánh thắng |                    |                      | Chung kết nhánh thắng | Chung kết nhánh thắng | Chung kết nhánh thắng |              |              |   |  |  |  |  | Chung kết tổng | Chung kết tổng | Chung kết tổng |
|  | Tứ kết nhánh thắng | Tứ kết nhánh thắng | Tứ kết nhánh thắng |                   |                   | Bán kết nhánh thắng | Bán kết nhánh thắng | Bán kết nhánh thắng |                    |                      | Chung kết nhánh thắng | Chung kết nhánh thắng | Chung kết nhánh thắng |              |              |   |  |  |  |  | Chung kết tổng | Chung kết tổng | Chung kết tổng |
|  |                    |                    |                    |                   |                   |                     |                     |                     |                    |                      |                       |                       |                       |              |              |   |  |  |  |  |                |                |                |
|  |                    |                    |                    |                   |                   |                     |                     |                     |                    |                      |                       |                       |                       |              |              |   |  |  |  |  |                |                |                |
|  | Fnatic             | Fnatic             | 2                  |                   |                   |                     |                     |                     |                    |                      |                       |                       |                       |              |              |   |  |  |  |  |                |                |                |
|  | Fnatic             | Fnatic             | 2                  |                   |                   |                     |                     |                     |                    |                      |                       |                       |                       |              |              |   |  |  |  |  |                |                |                |
|  | Team Heretics      | Team Heretics      | 0                  |                   |                   |                     |                     |                     |                    |                      |                       |                       |                       |              |              |   |  |  |  |  |                |                |                |
|  | Team Heretics      | Team Heretics      | 0                  |                   |                   | Fnatic              | Fnatic              | 0                   |                    |                      |                       |                       |                       |              |              |   |  |  |  |  |                |                |                |
|  |                    |                    |                    |                   |                   | Fnatic              | Fnatic              | 0                   |                    |                      |                       |                       |                       |              |              |   |  |  |  |  |                |                |                |
|  |                    |                    | G2 Esports         | G2 Esports        | 2                 |                     |                     |                     |                    |                      |                       |                       |                       |              |              |   |  |  |  |  |                |                |                |
|  | G2 Esports         | G2 Esports         | G2 Esports         | G2 Esports        | 2                 | 2                   |                     |                     |                    |                      |                       |                       |                       |              |              |   |  |  |  |  |                |                |                |
|  | G2 Esports         | G2 Esports         |                    |                   |                   |                     |                     |                     |                    |                      |                       |                       |                       |              |              |   |  |  |  |  |                |                |                |
|  | GIANTX             | GIANTX             | 0                  |                   |                   |                     |                     |                     |                    |                      |                       |                       |                       |              |              |   |  |  |  |  |                |                |                |
|  | GIANTX             | GIANTX             | 0                  |                   |                   | G2 Esports          | G2 Esports          | 3                   |                    |                      |                       |                       |                       |              |              |   |  |  |  |  |                |                |                |
|  |                    |                    |                    |                   |                   |                     |                     |                     |                    |                      |                       |                       |                       |              |              |   |  |  |  |  |                |                |                |
|  |                    |                    | Karmine Corp       | Karmine Corp      | 1                 |                     |                     |                     |                    |                      |                       |                       |                       |              |              |   |  |  |  |  |                |                |                |
|  | Movistar KOI       | Movistar KOI       | Karmine Corp       | Karmine Corp      | 1                 | 2                   |                     |                     |                    |                      |                       |                       |                       |              |              |   |  |  |  |  |                |                |                |
|  | Movistar KOI       | Movistar KOI       |                    |                   |                   |                     |                     |                     |                    |                      |                       |                       |                       |              |              |   |  |  |  |  |                |                |                |
|  | Team BDS           | Team BDS           | 0                  |                   |                   |                     |                     |                     |                    |                      |                       |                       |                       |              |              |   |  |  |  |  |                |                |                |
|  | Team BDS           | Team BDS           | 0                  |                   |                   | Movistar KOI        | Movistar KOI        | 0                   |                    |                      |                       |                       |                       |              |              |   |  |  |  |  |                |                |                |
|  |                    |                    |                    |                   |                   | Movistar KOI        | Movistar KOI        | 0                   |                    |                      |                       |                       |                       |              |              |   |  |  |  |  |                |                |                |
|  |                    |                    | Karmine Corp       | Karmine Corp      | 2                 |                     |                     |                     |                    |                      |                       |                       |                       |              |              |   |  |  |  |  |                |                |                |
|  | Karmine Corp       | Karmine Corp       | Karmine Corp       | Karmine Corp      | 2                 | 2                   |                     |                     |                    |                      |                       |                       |                       |              |              |   |  |  |  |  |                |                |                |
|  | Karmine Corp       | Karmine Corp       |                    |                   |                   |                     |                     |                     |                    |                      |                       |                       |                       |              |              |   |  |  |  |  |                |                |                |
|  | Team Vitality      | Team Vitality      | 0                  |                   |                   | G2 Esports          | G2 Esports          | 0                   |                    |                      |                       |                       |                       |              |              |   |  |  |  |  |                |                |                |
|  | Team Vitality      | Team Vitality      | 0                  |                   |                   | G2 Esports          | G2 Esports          | 0                   |                    |                      |                       |                       |                       |              |              |   |  |  |  |  |                |                |                |
|  |                    |                    |                    |                   |                   | Karmine Corp        | Karmine Corp        | 3                   |                    |                      |                       |                       |                       |              |              |   |  |  |  |  |                |                |                |
|  |                    |                    |                    |                   |                   | Karmine Corp        | Karmine Corp        | 3                   |                    |                      |                       |                       |                       |              |              |   |  |  |  |  |                |                |                |
|  | Vòng 1 nhánh thua  | Vòng 1 nhánh thua  | Vòng 1 nhánh thua  | Tứ kết nhánh thua | Tứ kết nhánh thua | Tứ kết nhánh thua   | Bán kết nhánh thua  | Bán kết nhánh thua  | Bán kết nhánh thua | Chung kết nhánh thua | Chung kết nhánh thua  | Chung kết nhánh thua  |                       |              |              |   |  |  |  |  |                |                |                |
|  | Vòng 1 nhánh thua  | Vòng 1 nhánh thua  | Vòng 1 nhánh thua  | Tứ kết nhánh thua | Tứ kết nhánh thua | Tứ kết nhánh thua   | Bán kết nhánh thua  | Bán kết nhánh thua  | Bán kết nhánh thua | Chung kết nhánh thua | Chung kết nhánh thua  | Chung kết nhánh thua  |                       |              |              |   |  |  |  |  |                |                |                |
|  |                    |                    |                    |                   |                   |                     |                     |                     |                    |                      |                       |                       |                       |              |              |   |  |  |  |  |                |                |                |
|  |                    |                    |                    |                   |                   |                     |                     |                     |                    |                      |                       |                       |                       |              |              |   |  |  |  |  |                |                |                |
|  |                    |                    |                    | Movistar KOI      | Movistar KOI      | 2                   |                     |                     |                    |                      |                       |                       |                       |              |              |   |  |  |  |  |                |                |                |
|  |                    |                    |                    | Movistar KOI      | Movistar KOI      | 2                   |                     |                     |                    |                      |                       |                       |                       |              |              |   |  |  |  |  |                |                |                |
|  | Team Heretics      | Team Heretics      | 1                  |                   |                   | GIANTX              | GIANTX              | 0                   |                    |                      |                       |                       |                       | Karmine Corp | Karmine Corp | 3 |  |  |  |  |                |                |                |
|  | Team Heretics      | Team Heretics      | 1                  |                   |                   | GIANTX              | GIANTX              | 0                   |                    |                      |                       |                       |                       | Karmine Corp | Karmine Corp | 3 |  |  |  |  |                |                |                |
|  | GIANTX             | GIANTX             | 2                  |                   |                   |                     |                     |                     | Movistar KOI       | Movistar KOI         | 1                     |                       |                       | Fnatic       | Fnatic       | 2 |  |  |  |  |                |                |                |
|  | GIANTX             | GIANTX             | 2                  |                   |                   |                     |                     |                     | Movistar KOI       | Movistar KOI         | 1                     |                       |                       | Fnatic       | Fnatic       | 2 |  |  |  |  |                |                |                |
|  |                    |                    |                    |                   |                   | Fnatic              | Fnatic              | 3                   |                    |                      |                       |                       |                       |              |              |   |  |  |  |  |                |                |                |
|  |                    |                    |                    |                   |                   | Fnatic              | Fnatic              | 3                   |                    |                      |                       |                       |                       |              |              |   |  |  |  |  |                |                |                |
|  |                    |                    |                    | Fnatic            | Fnatic            | 2                   |                     |                     |                    |                      |                       |                       |                       |              |              |   |  |  |  |  |                |                |                |
|  |                    |                    |                    | Fnatic            | Fnatic            | 2                   |                     |                     |                    |                      |                       |                       |                       |              |              |   |  |  |  |  |                |                |                |
|  | Team BDS           | Team BDS           | 2                  |                   |                   | Team BDS            | Team BDS            | 1                   |                    |                      |                       |                       |                       |              |              |   |  |  |  |  |                |                |                |
|  | Team BDS           | Team BDS           | 2                  |                   |                   | Team BDS            | Team BDS            | 1                   |                    |                      |                       |                       |                       |              |              |   |  |  |  |  |                |                |                |
|  | Team Vitality      | Team Vitality      | 1                  |                   |                   |                     |                     |                     |                    |                      |                       |                       |                       |              |              |   |  |  |  |  |                |                |                |
|  | Team Vitality      | Team Vitality      | 1                  |                   |                   |                     |                     |                     |                    |                      |                       |                       |                       |              |              |   |  |  |  |  |                |                |                |

Nguồn: LoL Esports

## Giải Mùa Xuân
Giải Mùa Xuân bắt đầu vào ngày 29 tháng 3 năm 2025. Tất cả các trận đấu sẽ diễn ra tại Riot Games Arena ở Berlin, Đức. Giải đấu sẽ kết thúc với trận chung kết tổng diễn ra vào ngày 8 tháng 6. 10 đội thi đấu tổng cộng 45 trận ở vòng bảng với thể thức vòng tròn 1 lượt, tất cả các trận đấu được thi đấu theo thể thức Bo3. 6 đội đứng đầu lọt vào vòng loại trực tiếp. Ở vòng loại trực tiếp, các đội thi đấu theo thể thức loại kép nhánh thằng nhánh thua. 2 đội đứng đầu vòng loại trực tiếp giải Mùa Xuân đủ điều kiện trở thành đại diện của LEC tham dự Mid-Season Invitational 2025.
Giải mùa Xuân sẽ áp dụng thể thức cấm/chọn "Fearless Draft", trong đó mỗi tướng chỉ có thể được chọn một lần bởi bất kỳ đội nào trong suốt loạt trận.

### Vòng bảng
| VT | Đội           | ST | T | B | HS  | Giành quyền tham dự         |
| -- | ------------- | -- | - | - | --- | --------------------------- |
| 1  | Karmine Corp  | 9  | 8 | 1 | +10 | Lọt vào Vòng loại trực tiếp |
| 2  | Fnatic        | 9  | 7 | 2 | +9  | Lọt vào Vòng loại trực tiếp |
| 3  | Movistar KOI  | 9  | 6 | 3 | +6  | Lọt vào Vòng loại trực tiếp |
| 4  | G2 Esports    | 9  | 5 | 4 | +4  | Lọt vào Vòng loại trực tiếp |
| 5  | GIANTX        | 9  | 4 | 5 | -1  | Lọt vào Vòng loại trực tiếp |
| 6  | Team Heretics | 9  | 4 | 5 | -2  | Lọt vào Vòng loại trực tiếp |
| 7  | Team Vitality | 9  | 4 | 5 | -2  |                             |
| 8  | Team BDS      | 9  | 3 | 6 | -5  |                             |
| 9  | SK Gaming     | 9  | 2 | 7 | -9  |                             |
| 10 | Rogue         | 9  | 2 | 7 | -10 |                             |

|  |                        |               |   |
|  | Tie-break tranh hạng 6 |               |   |
|  |                        |               |   |
|  |                        |               |   |
|  |                        |               |   |
|  | Team Heretics          | Team Heretics | 1 |
|  | Team Heretics          | Team Heretics | 1 |
|  | Team Vitality          | Team Vitality | 0 |
|  | Team Vitality          | Team Vitality | 0 |

### Vòng loại trực tiếp
|  |                     |                     |                     |                   |                   |                   |                    |                    |                    |                      |                       |                       |                       |  |  |                |                |                |
|  | Bán kết nhánh thắng | Bán kết nhánh thắng | Bán kết nhánh thắng |                   |                   |                   |                    |                    |                    |                      | Chung kết nhánh thắng | Chung kết nhánh thắng | Chung kết nhánh thắng |  |  | Chung kết tổng | Chung kết tổng | Chung kết tổng |
|  | Bán kết nhánh thắng | Bán kết nhánh thắng | Bán kết nhánh thắng |                   |                   |                   |                    |                    |                    |                      | Chung kết nhánh thắng | Chung kết nhánh thắng | Chung kết nhánh thắng |  |  | Chung kết tổng | Chung kết tổng | Chung kết tổng |
|  |                     |                     |                     |                   |                   |                   |                    |                    |                    |                      |                       |                       |                       |  |  |                |                |                |
|  |                     |                     |                     |                   |                   |                   |                    |                    |                    |                      |                       |                       |                       |  |  |                |                |                |
|  | Karmine Corp        | Karmine Corp        | 2                   |                   |                   |                   |                    |                    |                    |                      |                       |                       |                       |  |  |                |                |                |
|  | Karmine Corp        | Karmine Corp        | 2                   |                   |                   |                   |                    |                    |                    |                      |                       |                       |                       |  |  |                |                |                |
|  | Movistar KOI        | Movistar KOI        | 3                   |                   |                   |                   |                    |                    |                    |                      |                       |                       |                       |  |  |                |                |                |
|  | Movistar KOI        | Movistar KOI        | 3                   |                   |                   |                   |                    |                    | Movistar KOI       | Movistar KOI         | 1                     |                       |                       |  |  |                |                |                |
|  |                     |                     |                     |                   |                   |                   |                    |                    | Movistar KOI       | Movistar KOI         | 1                     |                       |                       |  |  |                |                |                |
|  |                     |                     |                     |                   |                   |                   |                    | G2 Esports         | G2 Esports         | 3                    |                       |                       |                       |  |  |                |                |                |
|  | Fnatic              | Fnatic              | 1                   |                   |                   |                   |                    | G2 Esports         | G2 Esports         | 3                    |                       |                       |                       |  |  |                |                |                |
|  | Fnatic              | Fnatic              | 1                   |                   |                   |                   |                    |                    |                    |                      |                       |                       |                       |  |  |                |                |                |
|  | G2 Esports          | G2 Esports          | 3                   |                   |                   |                   |                    |                    |                    |                      |                       |                       |                       |  |  |                |                |                |
|  | G2 Esports          | G2 Esports          | 3                   |                   |                   |                   |                    |                    |                    |                      |                       |                       |                       |  |  |                |                |                |
|  |                     |                     |                     |                   |                   |                   |                    |                    |                    |                      |                       |                       |                       |  |  |                |                |                |
|  | G2 Esports          | G2 Esports          | 1                   |                   |                   |                   |                    |                    |                    |                      |                       |                       |                       |  |  |                |                |                |
|  | G2 Esports          | G2 Esports          | 1                   | Tứ kết nhánh thua | Tứ kết nhánh thua | Tứ kết nhánh thua | Bán kết nhánh thua | Bán kết nhánh thua | Bán kết nhánh thua | Chung kết nhánh thua | Chung kết nhánh thua  | Chung kết nhánh thua  |                       |  |  |                |                |                |
|  |                     |                     | Movistar KOI        | Movistar KOI      | Tứ kết nhánh thua | Tứ kết nhánh thua | Bán kết nhánh thua | Bán kết nhánh thua | Bán kết nhánh thua | Chung kết nhánh thua | Chung kết nhánh thua  | Chung kết nhánh thua  | 3                     |  |  |                |                |                |
|  |                     |                     |                     | Movistar KOI      |                   |                   |                    |                    |                    |                      |                       |                       | 3                     |  |  |                |                |                |
|  |                     |                     |                     |                   |                   |                   |                    |                    |                    |                      |                       |                       |                       |  |  |                |                |                |
|  | Fnatic              | Fnatic              | 3                   |                   |                   |                   |                    |                    |                    |                      |                       |                       |                       |  |  |                |                |                |
|  | Fnatic              | Fnatic              | 3                   |                   |                   |                   |                    |                    |                    |                      |                       |                       |                       |  |  |                |                |                |
|  | GIANTX              | GIANTX              | 1                   |                   |                   |                   |                    |                    |                    |                      |                       |                       |                       |  |  |                |                |                |
|  | GIANTX              | GIANTX              | 1                   |                   |                   | Fnatic            | Fnatic             | 0                  | Movistar KOI       | Movistar KOI         | 3                     |                       |                       |  |  |                |                |                |
|  |                     |                     |                     |                   |                   | Fnatic            | Fnatic             | 0                  | Movistar KOI       | Movistar KOI         | 3                     |                       |                       |  |  |                |                |                |
|  |                     |                     | Karmine Corp        | Karmine Corp      | 3                 |                   |                    | Karmine Corp       | Karmine Corp       | 2                    |                       |                       |                       |  |  |                |                |                |
|  | Karmine Corp        | Karmine Corp        | Karmine Corp        | Karmine Corp      | 3                 | 3                 |                    | Karmine Corp       | Karmine Corp       | 2                    |                       |                       |                       |  |  |                |                |                |
|  | Karmine Corp        | Karmine Corp        |                     |                   |                   |                   |                    |                    |                    |                      |                       |                       |                       |  |  |                |                |                |
|  | Team Heretics       | Team Heretics       | 1                   |                   |                   |                   |                    |                    |                    |                      |                       |                       |                       |  |  |                |                |                |
|  | Team Heretics       | Team Heretics       | 1                   |                   |                   |                   |                    |                    |                    |                      |                       |                       |                       |  |  |                |                |                |

Nguồn: LoL Esports

## Giải Mùa Hè

### Thể thức
Giải Mùa Hè bắt đầu vào ngày 2 tháng 8 năm 2025. Tất cả các trận đấu sẽ diễn ra tại Riot Games Arena ở Berlin, Đức. Giải đấu sẽ kết thúc với trận chung kết tổng diễn ra vào ngày 28 tháng 9. 10 đội chia làm 2 bảng, mỗi bảng 5 đội thi đấu theo thể thức vòng tròn 1 lượt, tất cả các trận đấu được thi đấu theo thể thức Bo3. 4 đội đứng đầu mỗi bảng lọt vào vòng loại trực tiếp. Ở vòng loại trực tiếp, các đội thi đấu theo thể thức loại kép nhánh thằng nhánh thua. 3 đội đứng đầu vòng loại trực tiếp giải Mùa Hè đủ điều kiện trở thành đại diện của LEC tham dự Chung Kết Thế Giới 2025.
Giải mùa Hè sẽ áp dụng thể thức cấm/chọn "Fearless Draft", trong đó mỗi tướng chỉ có thể được chọn một lần bởi bất kỳ đội nào trong suốt loạt trận.

### Vòng bảng

#### Bảng A
| VT | Đội           | ST | T | B | HS | Giành quyền tham dự         |
| -- | ------------- | -- | - | - | -- | --------------------------- |
| 1  | Karmine Corp  | 4  | 3 | 1 | +3 | Lọt vào Vòng loại trực tiếp |
| 2  | Movistar KOI  | 3  | 2 | 1 | +2 | Lọt vào Vòng loại trực tiếp |
| 3  | Team Vitality | 3  | 2 | 1 | +1 | Lọt vào Vòng khởi động      |
| 4  | GIANTX        | 3  | 1 | 2 | 0  | Lọt vào Vòng khởi động      |
| 5  | Natus Vincere | 3  | 0 | 3 | -6 |                             |

#### Bảng B
| VT | Đội           | ST | T | B | HS | Giành quyền tham dự         |
| -- | ------------- | -- | - | - | -- | --------------------------- |
| 1  | G2 Esports    | 3  | 3 | 0 | +6 | Lọt vào Vòng loại trực tiếp |
| 2  | Fnatic        | 4  | 3 | 1 | +3 | Lọt vào Vòng loại trực tiếp |
| 3  | Team BDS      | 3  | 1 | 2 | -2 | Lọt vào Vòng khởi động      |
| 4  | SK Gaming     | 3  | 1 | 2 | -3 | Lọt vào Vòng khởi động      |
| 5  | Team Heretics | 3  | 0 | 3 | -4 |                             |

### Vòng khởi động
|  |        |        |        |  |  |        |        |        |
|  | Trận 1 | Trận 1 | Trận 1 |  |  | Trận 2 | Trận 2 | Trận 2 |
|  | Trận 1 | Trận 1 | Trận 1 |  |  | Trận 2 | Trận 2 | Trận 2 |
|  |        |        |        |  |  |        |        |        |
|  |        |        |        |  |  |        |        |        |
|  |        |        |        |  |  |        |        |        |
|  |        |        |        |  |  |        |        |        |
|  |        |        |        |  |  |        |        |        |
|  |        |        |        |  |  |        |        |        |

Nguồn: LoL Esports

### Vòng loại trực tiếp
|  |                     |                     |                     |                    |                    |                    |                      |                      |                      |  |                       |                       |                       |  |  |                |                |                |
|  | Bán kết nhánh thắng | Bán kết nhánh thắng | Bán kết nhánh thắng |                    |                    |                    |                      |                      |                      |  | Chung kết nhánh thắng | Chung kết nhánh thắng | Chung kết nhánh thắng |  |  | Chung kết tổng | Chung kết tổng | Chung kết tổng |
|  | Bán kết nhánh thắng | Bán kết nhánh thắng | Bán kết nhánh thắng |                    |                    |                    |                      |                      |                      |  | Chung kết nhánh thắng | Chung kết nhánh thắng | Chung kết nhánh thắng |  |  | Chung kết tổng | Chung kết tổng | Chung kết tổng |
|  |                     |                     |                     |                    |                    |                    |                      |                      |                      |  |                       |                       |                       |  |  |                |                |                |
|  |                     |                     |                     |                    |                    |                    |                      |                      |                      |  |                       |                       |                       |  |  |                |                |                |
|  |                     |                     |                     |                    |                    |                    |                      |                      |                      |  |                       |                       |                       |  |  |                |                |                |
|  |                     |                     |                     |                    |                    |                    |                      |                      |                      |  |                       |                       |                       |  |  |                |                |                |
|  |                     |                     |                     |                    |                    |                    |                      |                      |                      |  |                       |                       |                       |  |  |                |                |                |
|  |                     |                     |                     |                    |                    |                    |                      |                      |                      |  |                       |                       |                       |  |  |                |                |                |
|  |                     |                     |                     |                    |                    |                    |                      |                      |                      |  |                       |                       |                       |  |  |                |                |                |
|  |                     |                     |                     |                    |                    |                    |                      |                      |                      |  |                       |                       |                       |  |  |                |                |                |
|  |                     |                     |                     |                    |                    |                    |                      |                      |                      |  |                       |                       |                       |  |  |                |                |                |
|  |                     |                     |                     |                    |                    |                    |                      |                      |                      |  |                       |                       |                       |  |  |                |                |                |
|  |                     |                     |                     |                    |                    |                    |                      |                      |                      |  |                       |                       |                       |  |  |                |                |                |
|  |                     |                     |                     |                    |                    |                    |                      |                      |                      |  |                       |                       |                       |  |  |                |                |                |
|  |                     |                     |                     |                    |                    |                    |                      |                      |                      |  |                       |                       |                       |  |  |                |                |                |
|  |                     |                     |                     |                    |                    |                    |                      |                      |                      |  |                       |                       |                       |  |  |                |                |                |
|  | Tứ kết nhánh thua   | Tứ kết nhánh thua   | Tứ kết nhánh thua   | Bán kết nhánh thua | Bán kết nhánh thua | Bán kết nhánh thua | Chung kết nhánh thua | Chung kết nhánh thua | Chung kết nhánh thua |  |                       |                       |                       |  |  |                |                |                |
|  | Tứ kết nhánh thua   | Tứ kết nhánh thua   | Tứ kết nhánh thua   | Bán kết nhánh thua | Bán kết nhánh thua | Bán kết nhánh thua | Chung kết nhánh thua | Chung kết nhánh thua | Chung kết nhánh thua |  |                       |                       |                       |  |  |                |                |                |
|  |                     |                     |                     |                    |                    |                    |                      |                      |                      |  |                       |                       |                       |  |  |                |                |                |
|  |                     |                     |                     |                    |                    |                    |                      |                      |                      |  |                       |                       |                       |  |  |                |                |                |
|  |                     |                     |                     |                    |                    |                    |                      |                      |                      |  |                       |                       |                       |  |  |                |                |                |
|  |                     |                     |                     |                    |                    |                    |                      |                      |                      |  |                       |                       |                       |  |  |                |                |                |
|  |                     |                     |                     |                    |                    |                    |                      |                      |                      |  |                       |                       |                       |  |  |                |                |                |
|  |                     |                     |                     |                    |                    |                    |                      |                      |                      |  |                       |                       |                       |  |  |                |                |                |
|  |                     |                     |                     |                    |                    |                    |                      |                      |                      |  |                       |                       |                       |  |  |                |                |                |
|  |                     |                     |                     |                    |                    |                    |                      |                      |                      |  |                       |                       |                       |  |  |                |                |                |
|  |                     |                     |                     |                    |                    |                    |                      |                      |                      |  |                       |                       |                       |  |  |                |                |                |
|  |                     |                     |                     |                    |                    |                    |                      |                      |                      |  |                       |                       |                       |  |  |                |                |                |
|  |                     |                     |                     |                    |                    |                    |                      |                      |                      |  |                       |                       |                       |  |  |                |                |                |
|  |                     |                     |                     |                    |                    |                    |                      |                      |                      |  |                       |                       |                       |  |  |                |                |                |

Nguồn: LoL Esports